# بيفيرلي باس
بيفيرلي باس (بالإنجليزية: Beverley Bass) (من مواليد 1951) وهي طيارة أمريكية وكانت أول كابتن من النساء للطائرات الأمريكية. تم تعيينها في عام 1976 من قبل الخطوط الجوية الأمريكية وفي أكتوبر 1986 ، أصبحت باس أول كابتن في الخطوط الجوية الأمريكية وفي 30 ديسمبر 1986 ، قادت أول طاقم نسائي في تاريخ الطيران التجاري على متن رحلة جوية من واشنطن العاصمة إلى دالاس (تكساس).

## حياتها المُبكرة
ولدت باس في فورت مايرز بولاية فلوريدا وتخرجت من المدرسة الثانوية هناك في عام 1970. درست التصميم الإسباني في جامعة تكساس، وحصلت على درجة البكالوريوس في في مايو 1974.

## الهجوم الإرهابي في 11 سبتمبر ومطار غاندر الدولي
كانت باس تطير بطائرة بوينغ 777 في طريقها من مطار باريس شارل ديغول إلى مطار دالاس فورت ورث الدولي عندما وقعت الهجمات الإرهابية في 11 سبتمبر 2001. بسبب إغلاق المجال الجوي الأمريكي تم إصدار أمر إلى باس بالسفر إلى مطار غاندر الدولي في غاندر في نيوفاوندلاند "عملية الشريط الأصفر." التابع للحكومة الكندية. كانت تجربتها في غاندر خلال الهجمة الإرهابية واحدة من القصص التي ظهرت في المسرحية الموسيقية الكندية الحائزة على جائزة توني "Come from Away". في حين أن شخصية بيفيرلي باس في الموسيقى هي بشكل جزئي شخصية مركبة تجمع بين تجارب الطيارين الآخرين في غاندر في ذلك الوقت.
طورت باس صداقة وثيقة مع جين كوليلا، الممثلة التي تصورها في الشركة الرئيسية لـ Come from Away ، وكثيرا ما كانت تسافر لرؤية العرض.

## حياتها الشخصية
تزوجت باس من توم ستاويكي ولديها طفلان.